# فهرست وابسته‌های دیپلماتیک برونئی

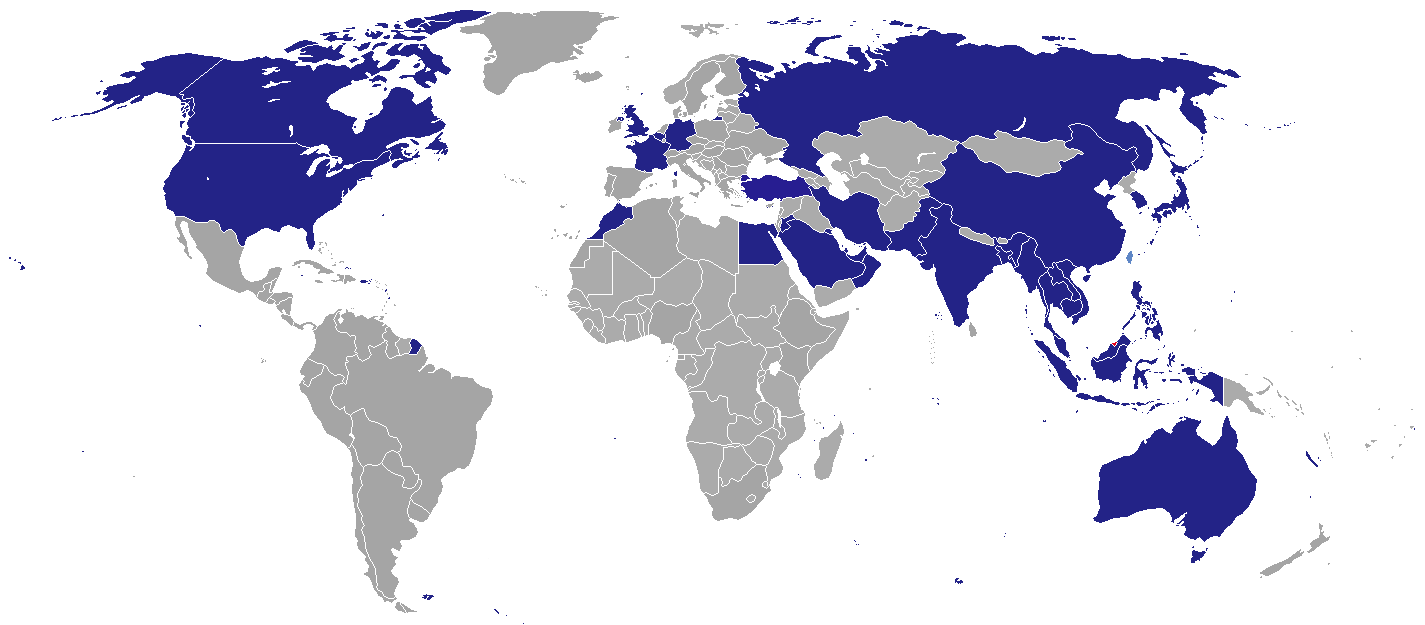
نقشه کشورهای دربردارنده سفارتخانه برونئی

فهرست سفارت‌های برونئی، فهرستی از مراکز سفارتخانه و کنسولگری کشور برونئی در سراسر جهان است.
برونئی (به انگلیسی: Brunei) کشوری است در جزیره بورنئو در جنوب شرقی آسیا. پایتخت آن بندر سری بگاوان است. در سده نوزدهم سلاطین برونئی بخش کوچکی از قلمرو پیشینشان را زیر حکومت داشتند. بریتانیای کبیر به جایی که به صورت بهشت دزدان دریایی درآمده بود نظم و ترتیب داد و از ۱۸۸۸ تا ۱۹۷۱ این سرزمین را همسود خود کرد و در ۱ ژانویه، ۱۹۸۴ حکومت سلطان حسن البولکیاه مجدداً برقرار شد.
عمده روابط دیپلماتیک برونئی، با کشورهای جنوب شرق آسیا می‌باشد.

## آسیا

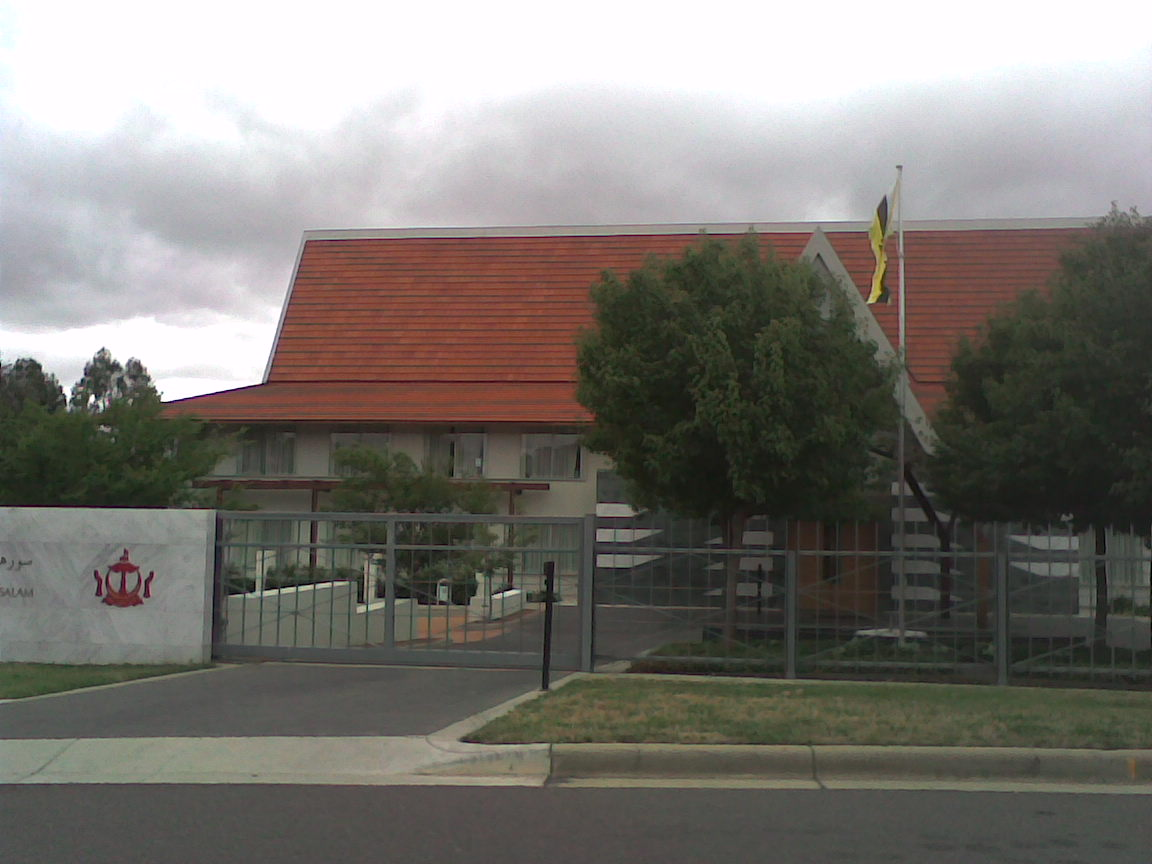
کمیسیون عالی برونئی در کانبرا

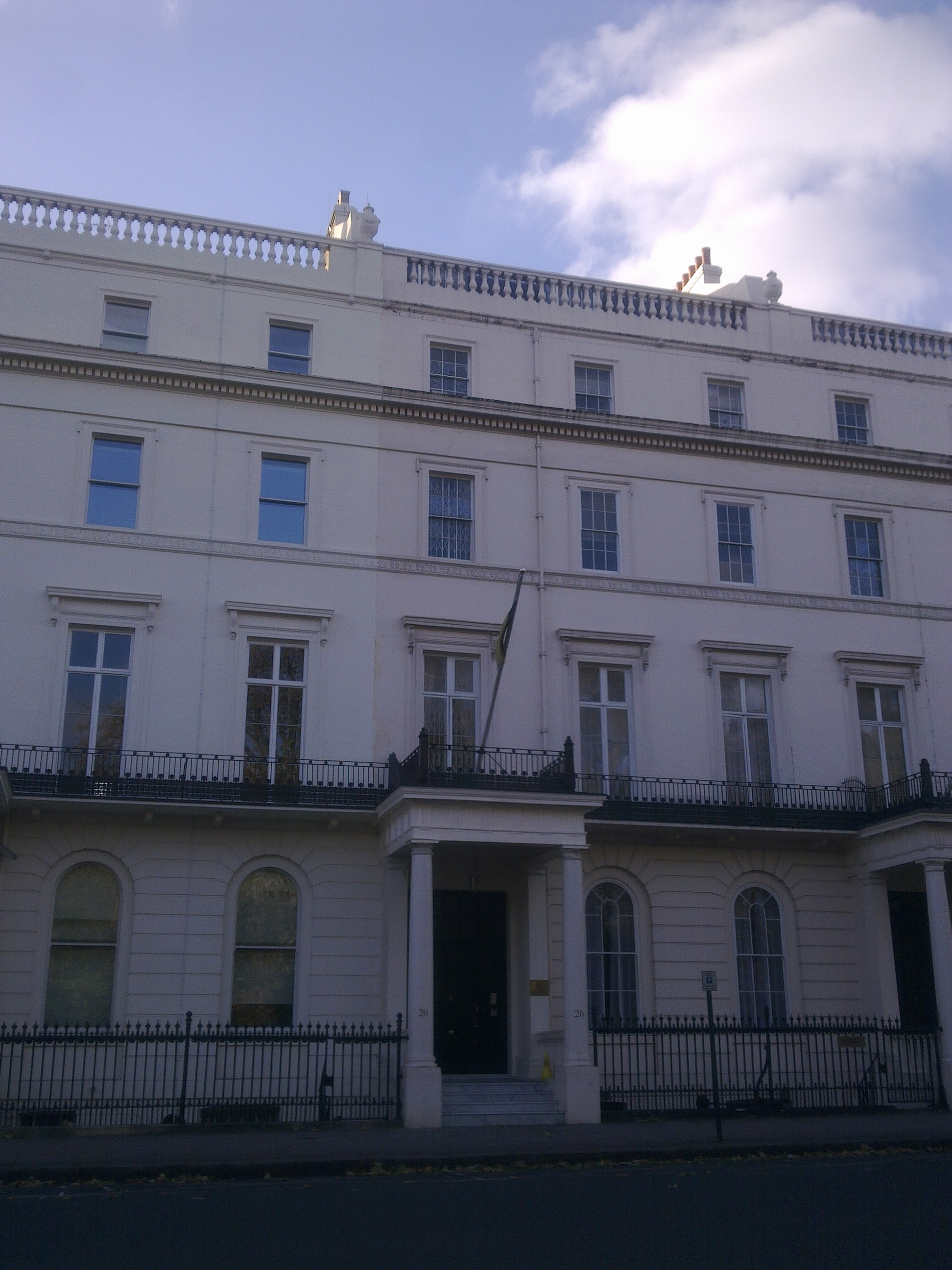
کمیسیون عالی برونئی در لندن

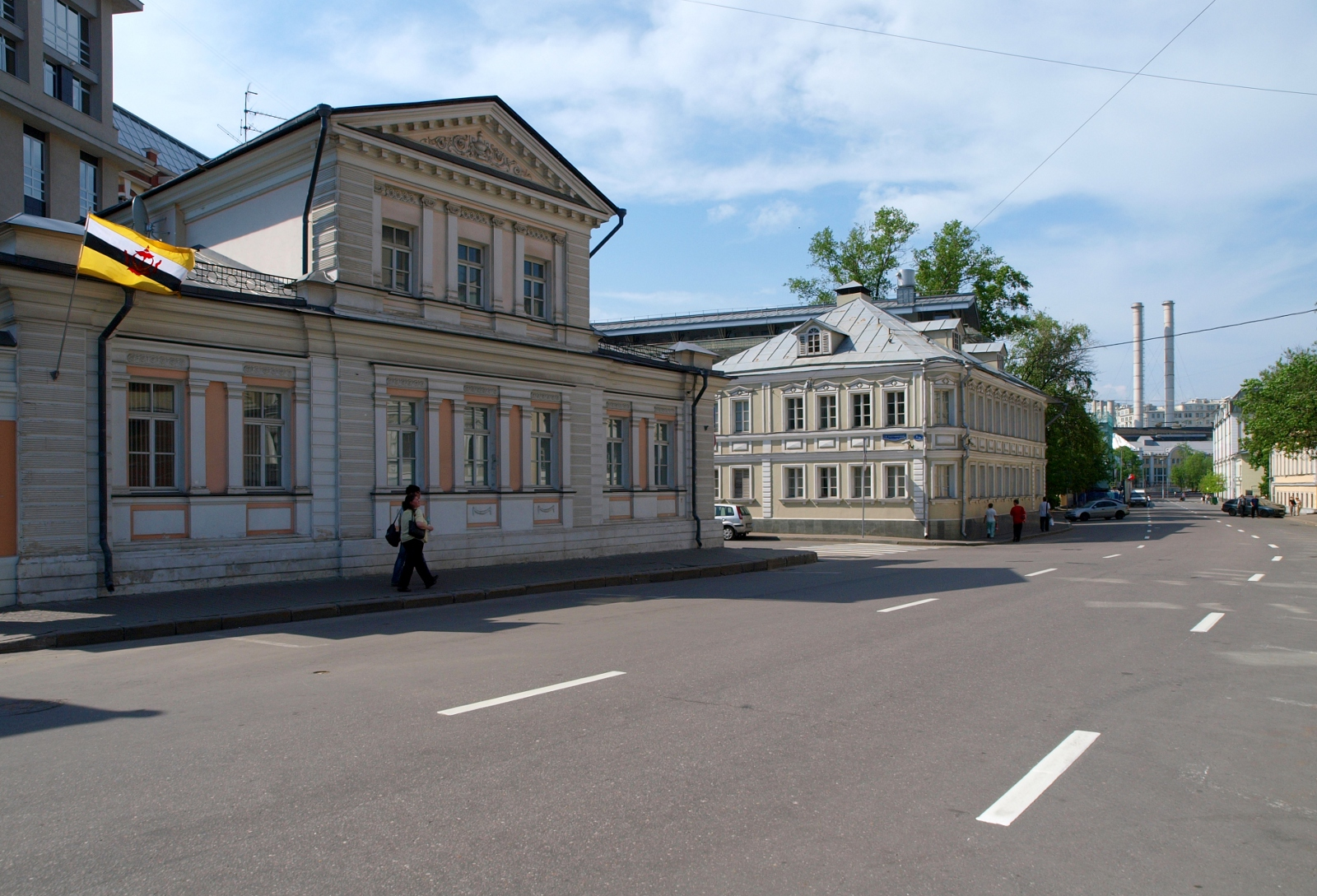
سفارتخانه برونئی در مسکو

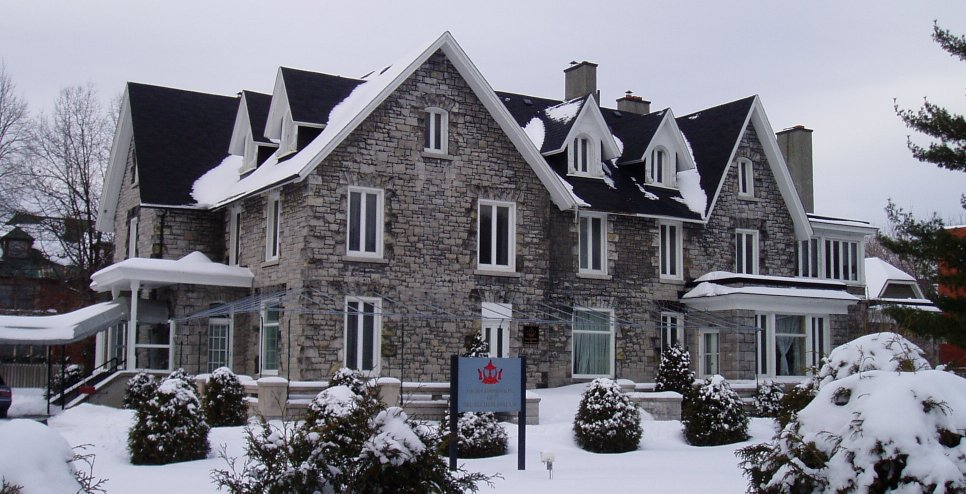
کمیسیون عالی برونئی در اتاوا

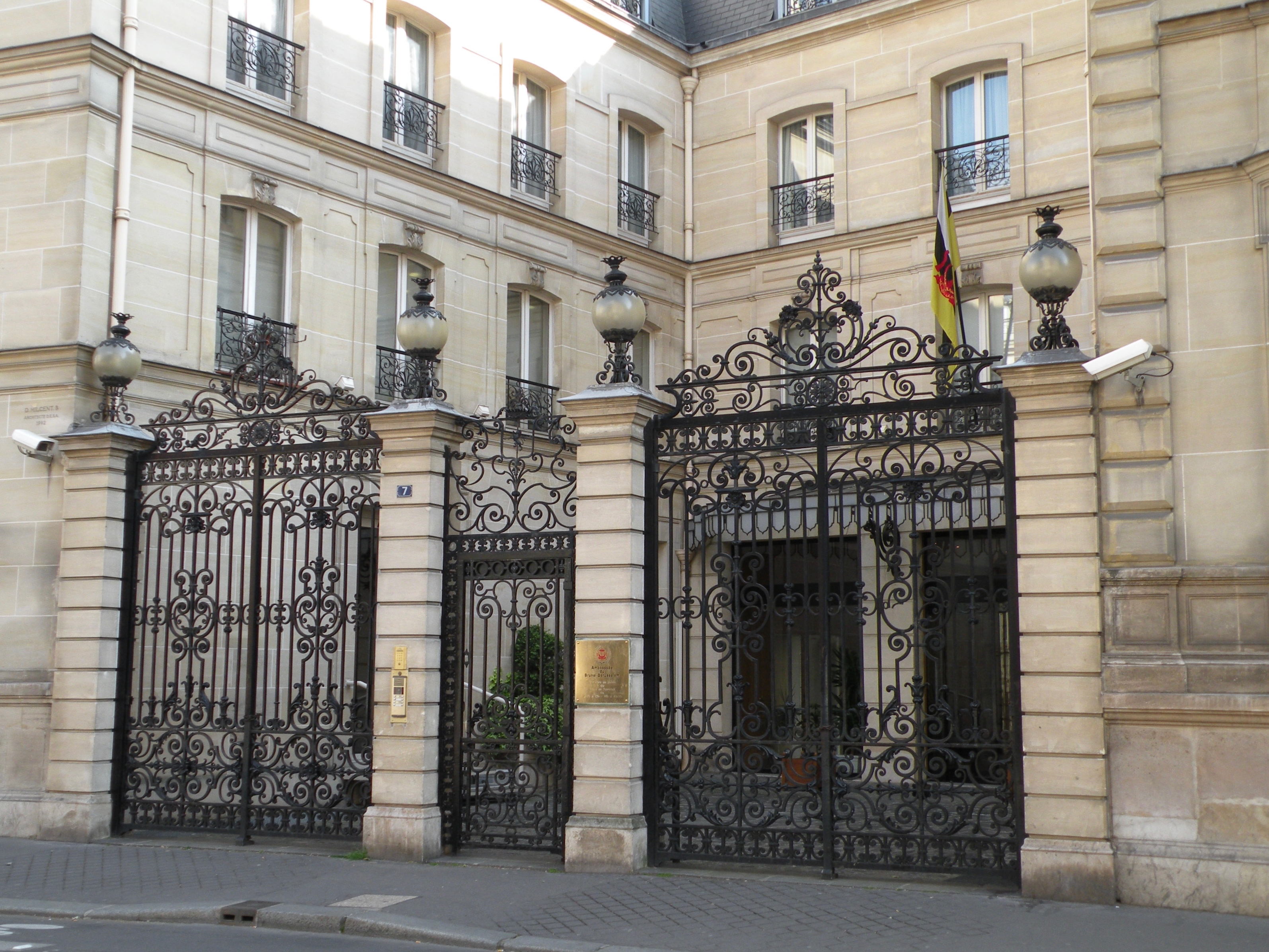
سفارتخانه برونئی در پاریس

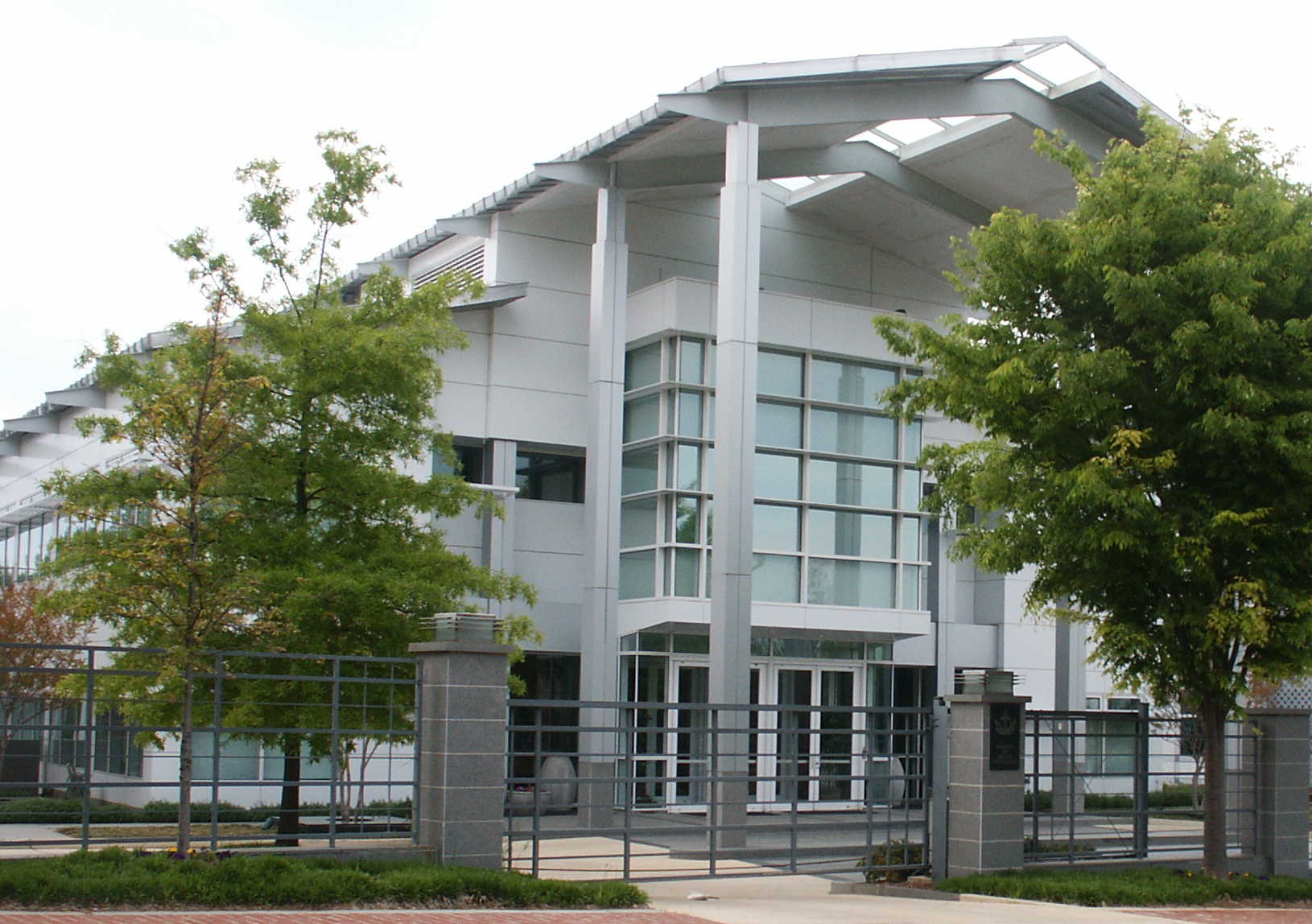
سفارتخانه برونئی در واشنگتن دی سی

- بحرین
  - منامه (سفارت)
- بنگلادش
  - داکا (کمیسیون عالی)
- میانمار
  - یانگون (سفارت)
- کامبوج
  - پنوم پن (سفارت)
- چین
  - پکن (سفارت)
  - هنگ کنگ (سرکنسولگری)
- هند
  - دهلی نو (کمیسیون عالی)
- اندونزی
  - جاکارتا (سفارت)
- ایران
  - تهران (سفارت)
- ژاپن
  - توکیو (سفارت)
- اردن
  - امان (سفارت)
- کره جنوبی
  - سئول (سفارت)
- کویت
  - کویت سیتی (سفارت)
- لائوس
  - وین تیان (سفارت)
- مالزی
  - کوالالامپور (کمیسیون عالی)
  - کوتا کینابالو (سرکنسولگری)
  - کوچینگ (سرکنسولگری)
- عمان
  - مسقط (سفارت)
- پاکستان
  - اسلام‌آباد (کمیسیون عالی)
- فیلیپین
  - مانیل (سفارت)
- قطر
  - دوحه (سفارت)
- تایوان (تایوان)
  - تایپه (دفتر تجارت و گردشگری)
- عربستان سعودی
  - ریاض (سفارت)
  - جده (سرکنسولگری)
- سنگاپور
  - سنگاپور (کمیسیون عالی)
- تایلند
  - بانکوک (سفارت)
- تیمور شرقی
  - دیلی (سفارت)
- ترکیه
  - آنکارا (سفارت)
- امارات متحده عربی
  - ابوظبی (سفارت)
- ویتنام
  - هانوی (سفارت)

## آفریقا
- مصر
  - قاهره (سفارت)
- مراکش
  - رباط (سفارت)

## آمریکا
- کانادا
  - اتاوا (کمیسیون عالی)
- ایالات متحده آمریکا
  - واشنگتن دی سی (سفارت)

## اروپا
- بلژیک
  - بروکسل (سفارت)
- فرانسه
  - پاریس (سفارت)
- آلمان
  - برلین (پاریس)
- روسیه
  - مسکو (سفارت)
- بریتانیا
  - لندن (کمیسیون عالی)

## اقیانوسیه
- استرالیا
  - کانبرا (کمیسیون عالی)

## سازمان‌های چندجانبه
- ژنو (نمایندگی دائم به سازمان ملل متحد و دیگر سازمان‌های بین‌المللی)
- جاکارتا (نمایندگی دائم به انجمن ملل آسیای جنوب شرقی)
- نیویورک (نمایندگی دائم در سازمان ملل متحد)